# 라긴의 서

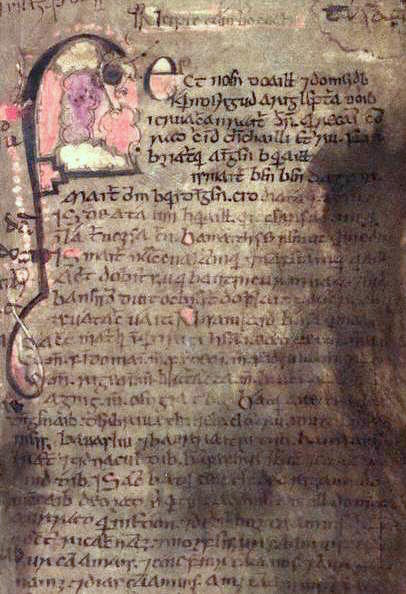

《라긴의 서》(고대 아일랜드어: Lebor Laignech 레보르 라기네흐[ˈl͈ʲevor laignex])는 1160년경 중세 게일어로 쓰인 필사본이다. 더블린의 트리니티 칼리지에서 현재 소장 중이며, 필사본 번호는 MS H 2.18 (cat. 1339)이다.